# Maxime Desjardins-Tremblay
Maxime Desjardins-Tremblay né le 20 mai 1993 à Montréal est un acteur québécois.

## Biographie
Maxime Desjardins-Tremblay naît et grandit dans le quartier Hochelaga-Maisonneuve de Montréal. Passionné par la boxe et la lutte, Maxime Desjardins-Tremblay assiste aux matches des stars du quartier, dans le sous-sol d'une église ; c'est d'ailleurs à cet endroit que la réalisatrice Anaïs Barbeau-Lavalette le découvre. Elle le filme pour son documentaire Si j'avais un chapeau et Vues de l'Est de Carole Laganière. Lors des auditions pour le film Le Ring de Anaïs Barbeau-Lavalette, Desjardins-Tremblay se démarque parmi 150 jeunes acteurs et remporte les huit auditions. En 2008, il joue le rôle de « Tracteur » dans le film de Léa Pool, Maman est chez le coiffeur. En 2009, il joue dans Je me souviens de André Forcier et remporte le prix de « meilleur acteur » au festival Pacific Meridian de Vladivostok. En 2010, il joue dans 10 ½ de Podz, ainsi que dans la série Les Boys (saison 2). En 2011, il obtient le premier rôle dans Coteau rouge d'André Forcier. En 2013, il tient le rôle de Dan Zambrosky dans Colis de la Planète X, et Méo dans Il était une fois les Boys. En 2015, il joue dans le film Mes ennemis de Stéphane Gehami avec Louise Marleau et joue dans la série La théorie du K.O avec Rémi-Pierre Paquin et Michel Côté. À partir de 2016, il est la voix québécoise de Luc Maxwell dans La Boucle infernale.

## Filmographie

### Cinéma
- 2007 : Le Ring d'Anaïs Barbeau-Lavalette : Jessy Blais
- 2008 : Maman est chez le coiffeur de Léa Pool : « Tracteur »
- 2009 : Je me souviens d'André Forcier : Arthème, un orphelin
- 2010 : 10 ½ de Podz : Kevin
- 2011 : Coteau rouge d'André Forcier : Alexis Blanchard
- 2020 : Flashwood de Jean-Carl Boucher : Ti-Max

### Télévision
- 2014 : La Théorie du K.O. : Kevin
- 2017 : Karl & Max : Xavier Leclerc
- 2018 : Victor Lessard : Pocket
- 2022 : Stat : Dany Gervais
- 2022 : Anna et Arnaud : Ricky